# Квачи Квачантирадзе
«Каналья, или Похождения авантюриста Квачи Квачантирадзе» (груз. კვაჭი კვაჭანტირაძე) — роман Михаила Джавахишвили, напечатанный в 1924 году на грузинском языке. В русском переводе 1999 года называется «Каналья, или Похождения авантюриста Квачи Квачантирадзе».

## Сюжет
Действие происходит в Грузии, в Санкт-Петербурге, Париже и Стокгольме в бурные годы начала XX века. С молодых лет Квачи Квачантирадзе, рожденный в маленьком грузинском селе, отличался наблюдательностью, умением втереться в доверие, талантом перевоплощения и безудержной тягой к деньгам и наслаждениям. Великий обманщик Квачи проникает в молельню Григория Распутина, а оттуда — в царский дворец, носится по фронтам Первой мировой и гражданской войн. Мошенничая и манипулируя окружающими людьми, он не задумываясь разрушает чужие жизни. Путь Квачи к славе и успехам в головокружительных плутовских комбинациях лежит через сердца и спальни красавиц, а завершается бегством из революционной России и Грузии, куда он ненадолго возвращается. В 37 лет у неприкаянного Квачантирадзе остается только тоска и уныние в добровольном рабстве у матроны публичного дома в Стамбуле.